# Eigenschaft R
Eigenschaft R ist eine Eigenschaft von Knoten, die nach Gabai's Property R Theorem (vormals Property R conjecture) allen Knoten zukommt und die besagt, dass 0-Chirurgie an einem Knoten nur für den Unknoten {\displaystyle S^{2}\times S^{1}} ergibt. Diese Eigenschaft ist in der niedrig-dimensionalen Topologie von Bedeutung, unter anderem bei der Berechnung von Seiberg-Witten-Floer-Homologie- und Heegaard-Floer-Homologie-Gruppen.

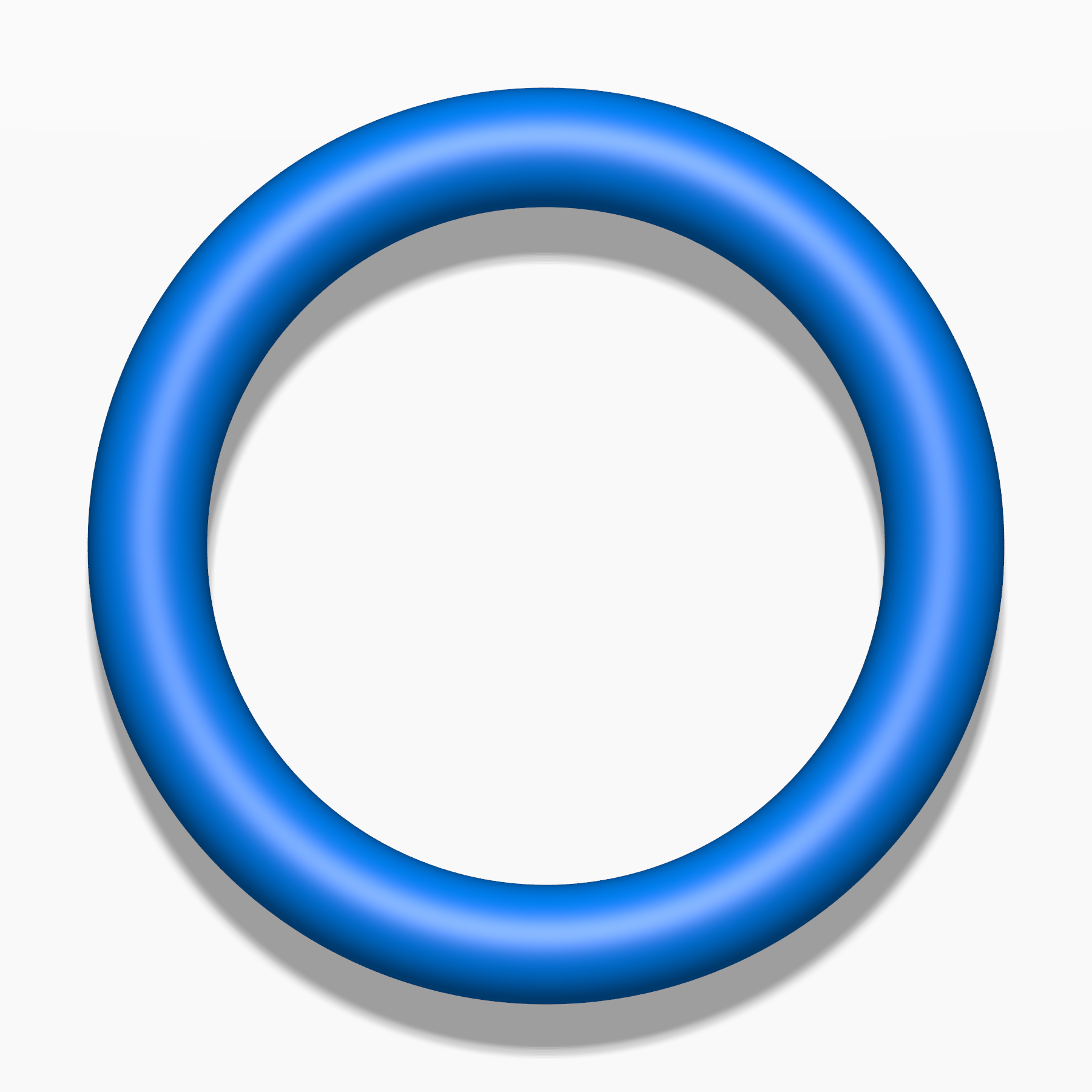
Unknoten

## Motivation
Dehn-Chirurgie ist ein auf Max Dehn zurückgehendes Verfahren zur Konstruktion 3-dimensionaler Mannigfaltigkeiten, indem aus der 3-dimensionalen Sphäre ein Knoten (oder eine aus mehreren Knoten bestehende Verschlingung) herausgebohrt und anders wieder eingeklebt wird.
Nach dem Satz von Lickorish-Wallace erhält man jede geschlossene 3-Mannigfaltigkeit durch Dehn-Chirurgie an einer geeigneten Verschlingung.
Im Allgemeinen kann man ein und dieselbe 3-Mannigfaltigkeit auf unterschiedliche Weisen durch Dehn-Chirurgien an unterschiedlichen Verschlingungen konstruieren. Zum Beispiel liefert die "triviale" {\displaystyle \infty }-Chirurgie an einer beliebigen Verschlingung stets wieder die 3-Sphäre.
Dagegen kann man die Mannigfaltigkeit {\displaystyle S^{2}\times S^{1}} nur auf eine Weise durch 0-Chirurgie an einem Knoten konstruieren, nämlich durch die 0-Chirurgie am Unknoten. Diese Tatsache wird als Eigenschaft R bezeichnet, sie wurde ursprünglich 1974 von Valentin Poénaru vermutet und 1987 von Gabai bewiesen. Sie impliziert einige von Poénaru aufgestellte Vermutungen über 3- und 4-Mannigfaltigkeiten.

## Gabai's Property R Theorem
Sei {\displaystyle K\subset S^{3}} ein Knoten und {\displaystyle M_{K}(0)} die durch Dehn-Chirurgie am Knoten {\displaystyle K} mit Koeffizienten 0 (kurz: 0-Chirurgie) erhaltene 3-Mannigfaltigkeit. 
Wenn {\displaystyle K} nicht der Unknoten ist, dann ist {\displaystyle M_{K}(0)} nicht homöomorph zu {\displaystyle S^{2}\times S^{1}}. 

## Beweisstrategie
Gabai beweist, dass es eine straffe Blätterung des Knotenkomplements gibt, die den Randtorus in Longituden schneidet. In der durch 0-Chirurgie erhaltenen 3-Mannigfaltigkeit {\displaystyle M_{K}(0)} beranden diese Longituden disjunkte Kreisscheiben, man erhält also eine straffe Blätterung von {\displaystyle M_{K}(0)}. Mit dem Satz von Novikov folgt daraus die Irreduzibilität von {\displaystyle M_{K}(0)}, insbesondere ist {\displaystyle M_{K}(0)\not =S^{2}\times S^{1}}.
Andere Beweise stammen von Gordon-Luecke und Parry.

## Verallgemeinerung
Sei {\displaystyle K\subset S^{3}} ein Knoten und {\displaystyle M_{K}(r)} die durch Dehn-Chirurgie am Knoten {\displaystyle K} mit Koeffizienten {\displaystyle r\in \mathbb {Q} } erhaltene 3-Mannigfaltigkeit.
Wenn {\displaystyle K} nicht der Unknoten {\displaystyle U} ist, dann ist {\displaystyle M_{K}(r)} nicht orientierungserhaltend homöomorph zu {\displaystyle M_{U}(r)}.